# Ostrov Země/Jedinečná šance
Ostrov Země/Jedinečná šance je kompilační album brněnské progressive rockové skupiny Futurum. Vydáno bylo v roce 2005 (viz 2005 v hudbě) Jiřím Vaňkem.

## Popis alba a jeho historie
Dvojalbum Ostrov Země/Jedinečná šance je prvním CD vydáním obou alb, která skupina Futurum vydala v 80. letech. Vydáno bylo v roce 2005 a při této příležitosti byla koncertní činnost kapely, která zanikla v roce 1989, znovuobnovena. Křest desky i první koncert skupiny se odehrál 2. dubna 2005 v brněnském klubu Bigbít.
Album tvoří dva kompaktní disky, na kterých se nachází veškerá oficiálně vydaná tvorba skupiny (alba, singly) doplněná několika bonusy. V jejich případě se jedná několik nahraných, ale nikdy nevydaných skladeb a rovněž písně natočené na koncertech Futura v 80. letech.

## Vydávání alba
Album Ostrov Země/Jedinečná šance vyšlo na CD v roce 2005. Další reedice v roce 2009 byla již realizována formou dvou samostatných desek, ačkoliv seznam skladeb je zcela shodný, jako na dvojalbu Ostrov Země/Jedinečná šance.

## Seznam skladeb

### Disk 1
1. „Juliet“ (Dragoun/Smetanová) – 4:37
2. „Po kapkách“ (Dragoun/Smetanová) – 4:32
Singl „Juliet“ (1984)
3. „Superměsto“ (Kopřiva/Smetanová) – 3:51
4. „Zóny lidí“ (Dragoun/Smetanová) – 3:19
Singl „Superměsto“ (1984)
5. „Spěch“ (Morávek/Smetanová) – 4:39
6. „Vyplouvám I“ (Dragoun/Smetanová) – 1:30
7. „Ostrov Země“ (Kopřiva/Smetanová) – 5:23
8. „Kámen tvář“ (Morávek/Smetanová) – 5:04
9. „Sluneční město“ (Seidl/Smetanová) – 6:05
10. „Stopy“ (Morávek/Smetanová) – 4:22
11. „Hledání“ (Seidl/Smetanová) – 5:17
12. „Oblouk“ (Seidl/Smetanová) – 7:06
13. „Vyplouvám II“ (Dragoun/Smetanová) – 1:17
14. „Genese“ (Kopřiva) – 4:20
Album Ostrov Země (1984)
15. „Juliet“ (Dragoun/Smetanová) – 9:18
16. „Oblouk“ (Seidl/Smetanová) – 9:04
Skladby nahrané na koncertě 17. března 1984 v Brně

### Disk 2
1. „Soumrak“ (Kopřiva/Smetanová) – 5:20
Skladba ze sampleru Rockový maratón 2 (1986)
2. „Klaun“ (Dragoun/Princ) – 6:09
3. „Hry“ (Dragoun, Seidl/Smetanová) – 6:18
4. „Jedinečná šance“ (Dragoun/Smetanová) – 4:45
5. „Standa“ (Dragoun, Eremiáš, Seidl, Kopřiva) – 3:22
6. „Nekonečná“ (Dragoun, Eremiáš/Princ) – 3:59
7. „Filmy dnů“ (Dragoun, Kopřiva/Smetanová) – 5:45
8. „Voda“ (Dragoun/Smetanová) – 4:41
9. „Zdroj“ (Dragoun/F. R. Dragoun) – 6:59
Album Jedinečná šance (1987)
10. „Moře, ty a nebe“ (Dragoun, Kopřiva/Zikmund) – 4:56
11. „Je čas“ (Dragoun/Princ) – 4:24
Nevydaný singl z připravovaného třetího alba skupiny (1987)
12. „Tak jak“ (Dragoun/Princ) – 3:59
13. „Svět kouře“ (Dragoun/Princ) – 3:50
Nevydané skladby z archivu Českého rozhlasu Brno (1988)
14. „Střílej“ (Dragoun/Princ) – 4:07
15. „Zdroj“ (Dragoun/F. R. Dragoun) – 10:03
Skladby nahrané na koncertě 14. dubna 1988 v Táboře